# Pérola Faria
Pérola Silvestre de Faria (Rio de Janeiro, 26 de julho de 1991) é uma atriz brasileira.Iniciou sua trajetória no teatro aos 6 anos de idade.

## Carreira
Se tornou conhecida nacionalmente em 2006 por viver a aspirante a bailarina Gisele na telenovela brasileira Páginas da Vida. Em 2008, foi contratada pela Rede Record para integrar o elenco da telenovela Bela, a Feia, a primeira co-produção da emissora brasileira com a mexicana Televisa. Em 2011, foi confirmada como parte da segunda produção decorrente dessa parceria: a telenovela Rebelde. Pérola Faria viveu, também na Record, a batalhadora Yasmin em Dona Xepa. Foi a campeã do quadro do "Isso Eu Faço" do programa Hora do Faro, em 2014. Em 2015, ganhou notoriedade ao atuar no sucesso Os Dez Mandamentos como a doce hebréia Deborah. Em 2016, interpretou a forte e ingênua princesa Kassaia na novela O Rico e Lázaro, e no ano seguinte ainda atuou em " Apocalipse", como a nerd moderna e independente Brenda. Em 2018, é foi a grande campeã da quarta temporada do reality show "Dancing Brasil".
Em 2019, retorna às novelas em Topíssima como a vilã Angélica. Participou do especial de fim de ano da Record TV “O Figurante”, com Eri Johnson, como a blogueira Kitty Karão. Em 2020, Pérola raspou os cabelos para viver Khen, uma rainha egípcia em Gênesis, produção filmada no Marrocos. Em novembro de 2021 gravou seu primeiro longa-metragem “Horizonte” que tem estréia prevista para final de 2022.

## Vida pessoal
Ela teve um relacionamento com o ator e diretor Rafael Almeida.  Entre 2015 e 2017 namorou o ator Bernardo Velasco. Hoje, Pérola é mãe de Joaquim, seu primeiro filho com o marido, ator e diretor Mario Bregieira. 

## Filmografia

### Televisão
| Ano  | Título                | Personagem           | Notas                         |
| ---- | --------------------- | -------------------- | ----------------------------- |
| 2006 | Páginas da Vida       | Gisele Saraiva       |                               |
| 2007 | Por Toda a Minha Vida | Nara Leão (jovem)    | Episódio: "Nara Leão"         |
| 2009 | Bela, a Feia          | Juliana Barros       |                               |
| 2011 | Rebelde               | Vitória Paz (Vick)   |                               |
| 2013 | Dona Xepa             | Yasmin Silva         |                               |
| 2013 | Casamento Blindado    | Amanda               | Especial de fim de ano        |
| 2014 | Milagres de Jesus     | Ester                | Episódio: "O Homem Hidrópico" |
| 2015 | Os Dez Mandamentos    | Deborah              |                               |
| 2017 | O Rico e Lázaro       | Kassaia da Babilônia |                               |
| 2017 | Apocalipse            | Brenda               |                               |
| 2018 | Dancing Brasil        | Participante         | Temporada 4                   |
| 2019 | Topíssima             | Angélica Vasconcelos | [ 9 ]                         |
| 2019 | O Figurante           | Kitty Carão          | Especial de fim de ano        |
| 2021 | Gênesis               | Khen                 |                               |

### Cinema
| Ano  | Título                       | Papel              |
| ---- | ---------------------------- | ------------------ |
| 2007 | Ponte para Terabítia         | Leslie Burke (voz) |
| 2016 | Os Dez Mandamentos - O Filme | Deborah            |
| 2024 | Horizonte                    | [ 12 ]             |